# Мюкя-Кюеле
Мюкя́-Кюеле́ (также Мюкээ-Кюёлэ, Мюке-Кюеле) — пресноводное озеро на юге Якутии, Россия. Находится в верховьях реки Чоруода, на юге Олёкмо-Чарского нагорья, примыкая непосредственно на севере к хребту Удокан.
Имеет форму треугольника со сторонами длиной около 4, 3,8 и 3,5 км. Высота над уровнем моря находится на отметке 831 м. Площадь составляет 8,1 км², площадь водосборного бассейна — 59,4 км². 
Река Улахан-Мюкя впадает на юго-востоке и вытекает на севере. Имеется небольшой остров в южной части акватории. Со всех сторон, кроме южной, озеро окружено горными массивами высотой до 1653 м. К югу находится озеро Чингнэкэлээх, через которое протекает река Чоруода. 
Код водного объекта в государственном водном реестре — 18030400211117200000445.